# 피아노 협주곡 0번 (베토벤)
《피아노 협주곡 내림마장조, WoO 4》는 루트비히 판 베토벤의 초기 작품 중 하나이다. 베토벤의 다른 모든 피아노 협주곡보다 이전에 나타났기 때문에 때때로 "피아노 협주곡 0번"이라고도 불린다.

## 개요
베토벤은 그가 아직 본에 있을 때인 1784년 무렵 이 협주곡을 작곡했다. 당시 베토벤은 열네 살이었다. 이 기간 동안 모차르트는 그의 교향곡에 관하여 《39번》, 《40번》, 《41번》을 아직 작곡하지 않은 상태였다. 베토벤은 21세가 되던 해인 1792년에 빈으로 이동하게 된다.
관현악의 단서가 되는 원고에 약간의 표시가 있기는 하지만, 오늘날에는 독주 피아노 부분 만이 남아 있다. 이 작품을 공연하는 경우에는 사전에 관현악 부분을 정리해야 했다. 

### 보필 버전
보필 버전은 스위스의 베토벤 연구가 윌리 헤스에 의한 것이 있다. 1934년에 제3악장이 오슬로 필하모니 관현악단 및 왈더 프레이의 독주로 초연되었으며, 전곡판은 1943년 6월, 포츠담에서 에드빈 피셔의 독주로 초연되어 출판되었다. 헤스판에서는 2·3악장의 종결부가 가필·변경되었다. 그 외에 로날드 브라우티함(피아니스트)에 의한 것, 존 센더 미첼(지휘자)에 의한 것, 하워드 쉘리(피아니스트)에 의한 것 등이 있다. 미첼판에서는 2·3악장의 종결부가 초고 본래의 모습으로 되돌려지고 있다.

## 악기 편성
이 작품의 초안에 작성된 것에 의하면 다음과 같이 알려져 있다.
- 독주 피아노, 두 개의 플루트, 두 개의 호른, 현악 합주단

## 악곡 구성
다음과 같이 세 개의 악장으로 진행된다. 연주 시간은 약 27분. 전 악장 코다 직전에 카덴차가 지정되어 있다.

### 제1악장 알레그로 모데라토
피아노 파트는 급속한 스케일을 주로 이용하고 있다.

### 제2악장 라르게토
완서악장에서도 양식은 거의 같고, 아주 흔한 아르페지오와 장식음 모양이 보인다

### 제3악장 론도 알레그레토
쾌활한 주요 주제를 가지며, 제1악장 마찬가지로 급속한 스케일을 기본으로 한 피아노 서법으로 씌어져 있다.